# Cuchilla Grande
Cuchilla Grande je vrchovina ve východní části Uruguaye (departementy Cerro Largo, Treinta y Tres, Lavalleja a Maldonado). Název získala od ostrých žulových skal připomínajících ostří nože. Táhne se od severu k jihu v délce asi 350 km a má průměrnou výšku okolo 180 m. Dělí se na části Cuchilla de Mansavillagra, Sierra Carapé, Sierra Aceguá, Sierra de las Ánimas, Cuchilla Grande Inferior a Cuchilla de Cerro Largo. Za brazilskou hranicí na ně navazuje pásmo Serra Geral. Tvoří rozvodí mezi povodím řeky Río Negro a povodím Logoa Mirim. Nachází se zde nejvyšší uruguayská hora Cerro Catedral, která má nadmořskou výšku 514 metrů nad mořem. Významným vrcholem je také Cerro Pan de Azúcar (423 m n. m.).